# Condizione al contorno di Leontovič
La condizione al contorno di Leontovič  è una condizione al contorno dell'elettrodinamica classica che riguarda le componenti tangenziali del campo elettrico Et e magnetico Ht sulla superficie di corpi conduttori.

## Definizione
Come originariamente formulato dal fisico russo Mikhail Leontovič, la condizione al contorno è data come
{\displaystyle \mathbf {E_{t}} =\zeta _{s}\mathbf {H_{t}} \times {\hat {n}},}
dove {\displaystyle \mathbf {E_{t}} } e {\displaystyle \mathbf {H_{t}} } rappresentano le componenti tangenziali dei campi elettrico e magnetico, {\displaystyle \zeta _{s}={\sqrt {\mu /\epsilon }}} è l'impedenza di superficie effettiva, e {\displaystyle {\hat {n}}} è un'unità normale che punta nel materiale conduttore. Questa condizione è accurata quando la permittività del conduttore è grande, come nel caso della maggior parte dei metalli. Più in generale, per i casi in cui i raggi di curvatura della superficie conduttrice sono ampi rispetto alla profondità della pelle, i campi risultanti all'interno possono essere ben approssimati dalle onde piane, dando così luogo alla condizione di Leontovič.

## Applicazioni
La condizione al contorno di Leontovič è utile in molti problemi di diffusione ottica in cui un materiale è un metallo con una conduttività grande (ma finita). Poiché la condizione prevede una relazione tra i campi elettrico e magnetico sulla superficie del conduttore, senza la conoscenza dei campi all'interno, il compito di trovare i campi totali è notevolmente semplificato.